# 김생
김생(金生, 711년 ~ 미상)은 남북국 시대의 명필로서, 자는 지서(知瑞)이다. 신품사현의 한 사람이다.
어려서부터 글씨에 매우 뛰어났으며, 일생 동안 필법을 닦아 예서, 행서, 초서는 그를 따를 사람이 없었다. 고려 사신 홍관이 송에 가서 김생의 글씨를 내보이자 송에서는 왕희지에 비할 만큼 천하의 명필이라고 극찬하였다. 그 후부터 중국 사신은 김생의 필적을 보배로 알고 구해 갔다 하며 해동서성(海東書聖)으로 불렸다. 그가 직접 쓴 글씨는 남아 있지 않고 《이차돈 비》, 《백련사액》 등의 비문과 액자만이 남아 있을 뿐이다.